# Steregouchtchi (corvette)
Le Steregouchtchi (russe : Стерегущий) est une corvette, navire de tête de sa classe en service dans la marine russe.

## Conception
Dessinée par le bureau d'étude TsMKB Almaz de Saint-Pétersbourg, les navires de la classes Steregushchiy, d’un déplacement normal de 1 800 tonnes (2 400 tonnes au maximum), doit répondre à trois missions de base : la lutte anti-sous-marine et anti-surface en zones littorales, un appui-feu durant les opérations des forces amphibies et enfin un blocus. Pour ce faire, les ingénieurs ont travaillé à doter cette classe de navires d’un armement polyvalent et équilibré tout en faisant appel à une forte automatisation pour réduire la taille de l’équipage (environ 90 marins) au minimum nécessaire. La technologie furtive fut largement utilisée lors de la construction des navires, ainsi que 21 brevets et 14 nouveaux programmes informatiques. En conséquence, les concepteurs ont considérablement réduit la signature radar du navire grâce à l'architecture de la coque et au matériau absorbant les ondes émises par les radars, notamment grâce au polyester renforcé de fibres de verre.
Sa superstructure est construite en matériaux composites. Sa coque en acier d’une longueur hors-tout de 104,5 m, d’un maître-bau maximal de 13 m est divisée en neuf compartiments étanches, les corvettes ayant bénéficié d’un important travail de recherche sur leur hydrodynamique permettant d’améliorer leurs performances en matière de vitesse et d’endurance ainsi que de tenue à la mer. La propulsion est composée de deux arbres d'hélices DDA‑12000 (combiné diesel-diesel / CODAD) comprenant chacun deux moteurs diesel 16D49 (quatre au total), produits par Kolomna. Chaque ensemble est couplé à un réducteur, le tout entraînant deux lignes d’arbre sur lesquelles sont installées une hélice à pas fixe comprenant cinq pales. L'ensemble, d'une puissance 23 320 ch, permet d’atteindre une vitesse maximale de 27 nœuds (50 km/h) pour une autonomie maximale de 4 000 milles marins (7 400 km) à 14 nœuds (26 km/h) (soit 15 jours en mer). De plus, quatre générateurs ADG‑630K de 630 kW chacun assurent la production électrique à bord des navires.
Concernant l'électronique, la classe dispose des radars suivants : le Furke‑2 (radar 3D pour la détection des cibles de surface et aériennes), le 5P‑20K Monument‑A (radar de ciblage), le 5P‑10 Puma‑02 (pour l’artillerie), le MR‑231‑2 et le Pal‑N (pour la navigation) et un système électro-optique MTK‑201. Les navires de la classe disposent également d’un sonar hydroacoustique Zarya‑2 installé dans le bulbe d’étrave, couplé aux sonars Minovatr‑M (puis Vinyetka‑M) et Anapa‑M. La protection des navires est assurée par le système TK‑25 associé aux lance-leurres thermiques PK‑10. L'ensemble des capteurs est géré par le système Sigma‑20380, ce dernier étant remplacé par le Sigma‑20385‑1, qui est identique à celui des corvettes de la classe Gremiachtchi (en).
La lutte anti-navire de surface comprend deux lanceurs quadruples KT‑184 (Projet 20382), mettant en œuvre seize missiles anti-navires subsoniques SS-N-25 « Switchblade » (Kh-35E Uran) pouvant atteindre des navires de surface jusqu'à 260 km, ou huit missiles anti-navires supersoniques SS-N-26 (P-800 Oniks). Pour la lutte anti-sous-marine et anti-torpilles, les navires sont équipés de deux lanceurs à 4 tubes de 330 mm du système Paket-NK,, tandis que la protection rapprochée est couverte par deux systèmes AK‑630M disposant d’un canon hexatube de 30 mm ainsi que par des supports pour deux mitrailleuses lourdes KPV de 14,5 mm. Le canon A-190E de 100 mm, utilisé pour la première fois dans les frégates de la classe Talwar, est contrôlé par un système 5P-10E qui peut suivre quatre cibles simultanément. Il est approvisionné à raison de 332 obus et est implanté sur la plage avant. La lutte antiaérienne est couverte par le système SAM Kashtan (uniquement sur le Steregouchtchi) et huit affûts pour le SA-N-10 'Grouse' (9K38 Igla), remplacé sur les navires suivants par le système SAM 3K96 Redut composé de douze cellules verticales 3S97 situées sur la plage avant et mettant en œuvre les missiles 9M96 (12 missiles) du système S-400 ou 9M100 (48 missiles). SS-N-27 (missiles de type Kalibr) sera équipé d'une version plus grande, le projet 20385.
Enfin, un hangar et un pont pour hélicoptère Ka‑27 (et variantes) sont installés à la poupe du bâtiment.

## Historique

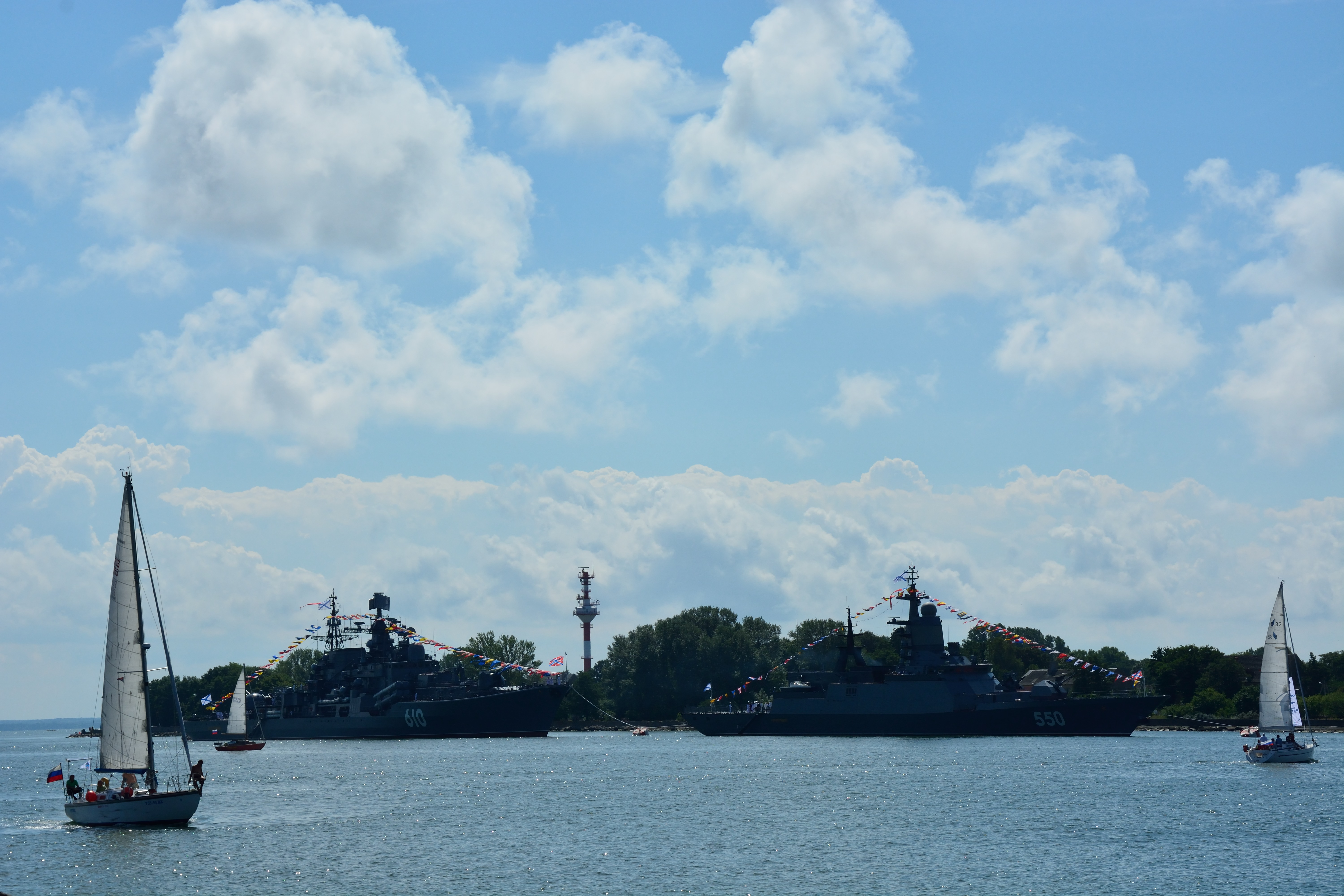
Les Nastoïtchivy et Steregouchtchi à la base navale de Baltiïsk en 2016.

Sa quille est posée en décembre 2001 par le chantier naval Severnaya Verf à Saint-Pétersbourg, il est lancé en mai 2006 et rejoint la flotte de la Baltique le 14 novembre 2007.